# Меркур Арена
«Меркур Арена» або «Лібенауерштадіон» (нім. Merkur Arena, Liebenauer Stadion) — футбольний стадіон у місті Грац, Австрія, домашня арена ФК «Штурм».

## Історія
Стадіон відкритий у 1997 році як «Арнольд Шварценеггер-Штадіон». Названий на честь відомого американського актора, спортсмена та політика Арнольда Шварценеггера, який народився неподалік Граца. У 2005 році, після тривалого обговорення назви арени, актор позбавив права на використання стадіоном свого імені. Стадіон перейменовано на «Грац-Лібенауерштадіон», що було пов'язано із його місцем розташування — район Лібенау міста Грац. 2006 року укладено спонсорську комерційну угоду з телекомунікаційною компанією «UPC Austria», в результаті чого арену перейменовано на «UPC-Арена». У 2016 році комерційні права на назву арени викупила страхова компанія «Merkur Versicherung». Назву стадіону змінено на «Меркур Арена». 
Арена має місткість 15 400 глядачів, які розміщуються на двадцяти семи секторах трибун під дахом. Сектори №№ 8, 9 та 10, як правило, є гостьовими. Стадіон обладнаний сучасними системами освітлення та обігріву поля. 
Стадіон приймав матчі Чемпіонату світу з американського футболу 2011 року, Суперкубка Австрії з футболу 1999, 2002 та 2004 років, фінали Кубка Австрії з футболу 2002 та 2003 років. У 2017 році на арені проходитимуть змагання Спеціальної Олімпіади.
6 червня 2017 року арена приймала товариський матч між футбольними збірними України та Мальти.